# 1001
Anul 1001 (MI) a fost un an obișnuit al calendarului iulian. A fost primul an al secolului XI și al mileniului II. Cel mai mare imperiu din lume era Califatul Fatimid (care controla nordul Africii și Orientul Apropiat), urmat de Imperiul Chinez Song (care controla teritoriul Chinei de azi), Imperiul Ghaznavid (Iranul de azi), Imperiul Bizantin (Turcia, Armenia, Grecia și sudul Italiei) și Sfântul Imperiu Roman (Germania și nordul Italiei de azi). 
1001 este anul în care primul european pune piciorul pe continentul american, Leif Erikson, în cadrul expediției vikinge spre America de Nord. 

## Evenimente

### Africa
- Khazrun ben Falful, din familia Maghrawa Banu Khazrun, începe să conducă Tripoli.

### Asia

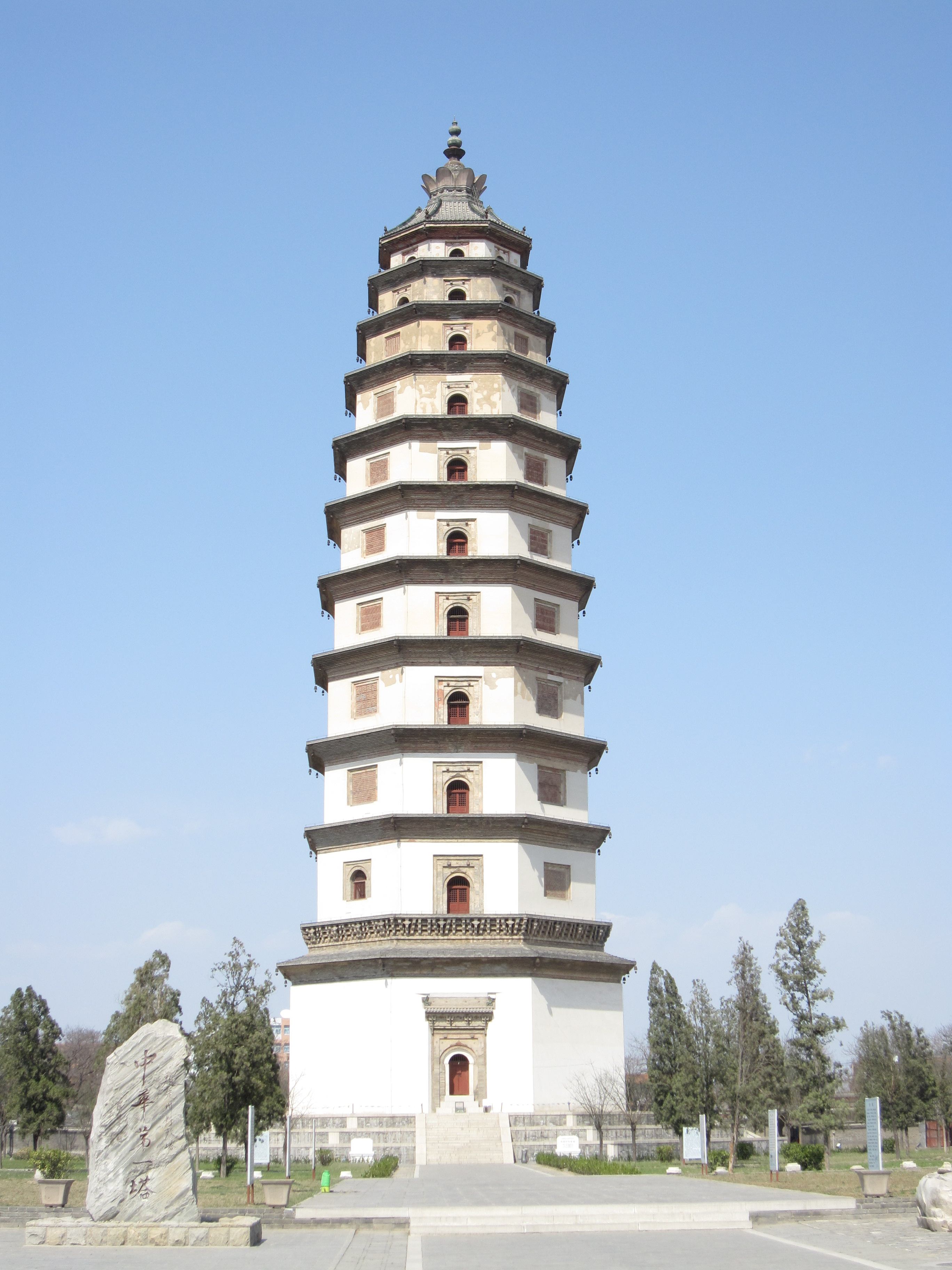
Pagoda Liaodi

- 17 martie: Conducătorul budist din Butuan,  Filipine, Sari Bata Shaja, face prima misiune tributară în China.
- Fostul împărat Đinh Phế Đế moare, în timp ce suprimă rebeliunea Cửu din provincia Thanh Hoa.
- Începe construcția pagodei Liaodi, cea mai înaltă pagodă din istoria Chinei (finalizată în 1055).
- Mahmud din Ghazni, liderul musulman al Ghazni, începe o serie de incursiuni în nordul Indiei, extizand Imperiul Ghaznavid în cea mai mare parte a Afganistanului, Iranului de est și Pakistanului.
- Oqropiri (Ioane I), Svimeon III și Melkisedek I sunt Catholici in Iberia în decurs de un an.
- Regele Khmer Jayavarman V este urmat de Udayadityavarman I / Suryavarman I.
- Regiunea Tao / Tayk din Armenia  este anexată de bizantini.
- Vulcanul Munților Changbai, situat la actuala frontieră chino-coreeană, erupe cu o forță de 6,5 a patra cea mai mare explozie holocenică (dată aproximativă).

### Europa

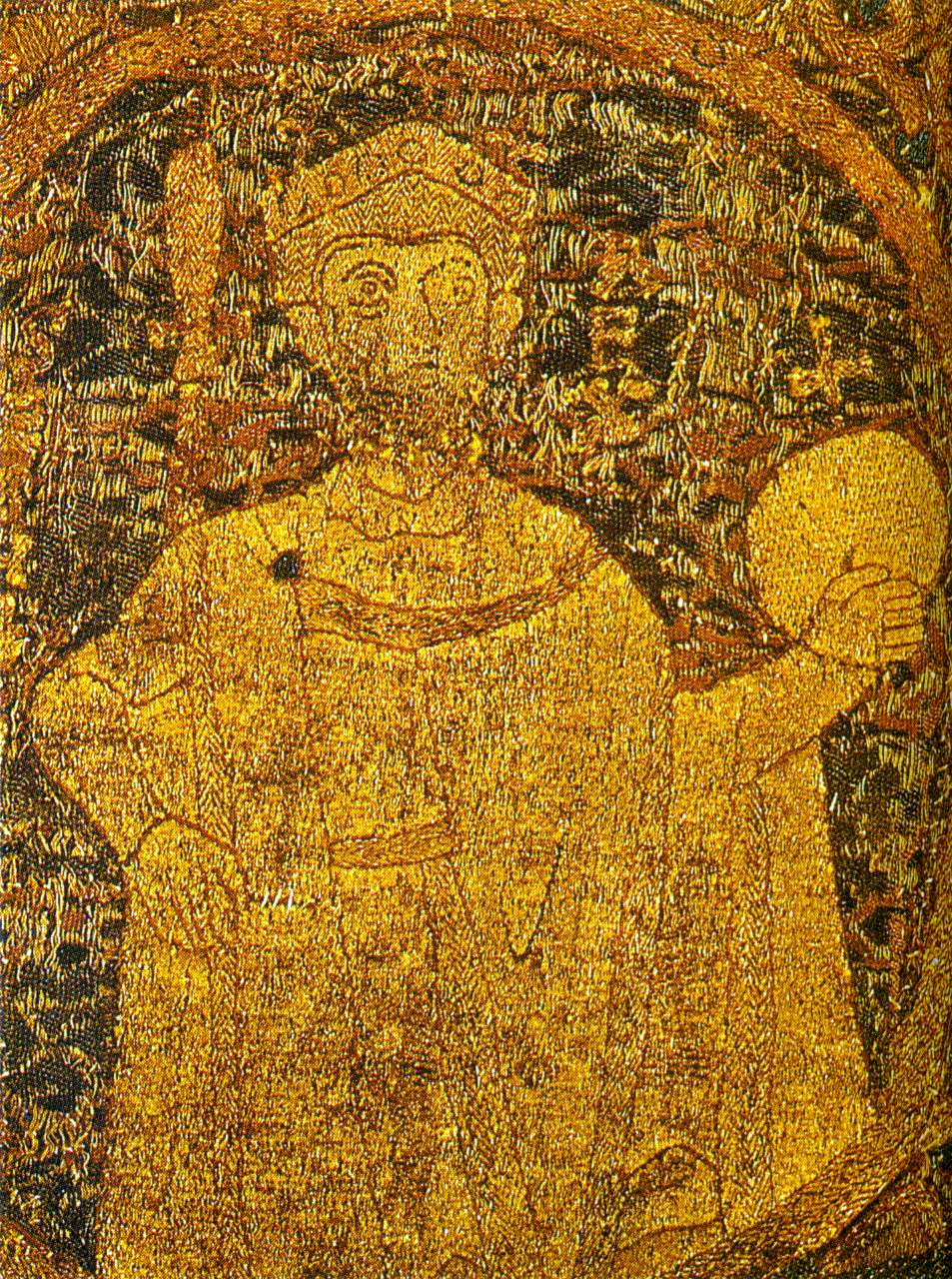
Stefan I - regele Ungariei

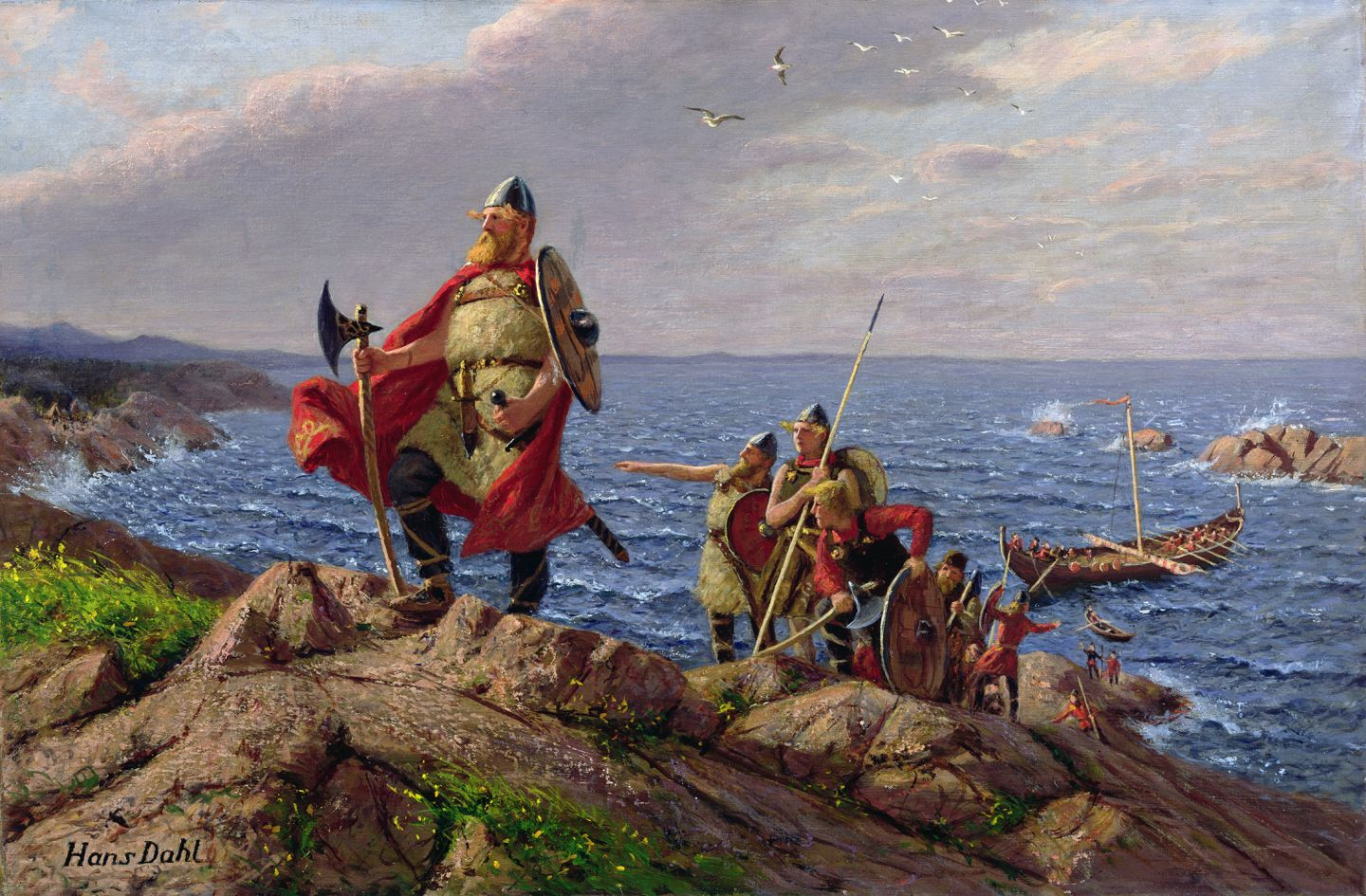
Leif Erikson descopera America

- 1 ianuarie: Ștefan, marele prinț al ungurilor, este încoronat drept rege al Ungariei, ca Ștefan I.
- 6 februarie: După ce a condus revolta împotriva împăratului Otto III și i-a expulzat pe Crescentii, Grigorie I, contele de Tusculum este numit „Șeful Republicii”.
- 31 iulie: Împăratul Otto III confirmă posesiunile lui Ulric Manfred al II-lea din Torino și îi acordă privilegii.

### Nedatate
- iulie: Sergiu al II-lea devine patriarh al Constantinopolului.
- Bătălia de la Pinhoe. Vikingii îi înving pe anglo-saxoni în Devon.
- Boleslaw I al Poloniei începe să conducă părți din Slovacia.
- Brian Boru atacă Ui Neill.
- Bryachislav din Polotsk începe să conducă Polotsk.
- Ælfgar, episcop de Elmham, este canonizat.
- Ermengol I din Urgell face a doua călătorie la Roma.
- Æthelred devine episcop al Cornwallului, dar moare la scurt timp după aceea.
- Þorgeirr Ljósvetningagoði încetează să fie un reprezentant al legii în Althing din Islanda.
- Împăratul bizantin Vasile al II-lea încearcă să recucerească Bulgaria.
- Orașul Lloret de Mar este fondat în Catalonia.
- Otto al III-lea, împăratul Sfântului Roman a deschis bolta lui Carol cel Mare la Catedrala din Aachen.
- Prima bătălie de la Alton: invadatorii danezi îi înving pe englezi.
- Prima referire făcută lui Khotyn, oraș ucrainean, și Nyalka, sat maghiar, ca Chimudi.
- Robert al II-lea, regele Franței, se căsătorește pentru a treia oară, cu Constance Taillefer d'Arles.
- Werner I, episcop de Strasbourg începe să conducă arhiepiscopia de Strasbourg.

### America de Nord
- Vikingii, conduși de Leif Eriksson, înființează mici așezări în jurul Vinlandului din  America de Nord (dată aproximativă).

### După subiect

#### Religie
- Regele Edward, martirul Angliei este canonizat.
- S-a înființat Arhiepiscopia Romano-Catolică din Esztergom.
- Un mormânt al Sfântului Ivo (posibil) este descoperit în Huntingdonshire.

## Nașteri

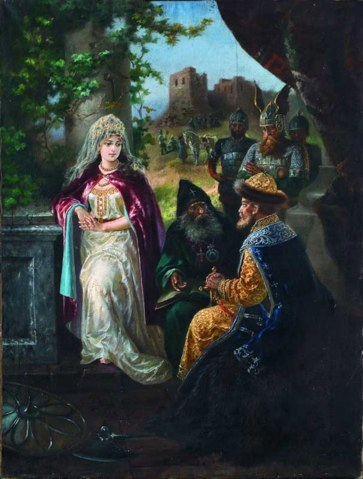
Ingegerd Olofsdotter

- 29 martie: Sokkate, rege de Burma (d. 1044)
- Al-Qa'im, calif abbasid (d. 1075)
- Duncan I, rege al Scoției (d. 1040)
- Godwin, nobil englez (d. 1053)
- Herluin de Conteville, nobil normand (d. 1066)
- Ingegerd Olofsdotter, marea prințesă a Kievului (d. 1050)
- Nicefor III Botaneiates, împărat bizantin (d. 1081)

## Decese
- 13 ianuarie: Fujiwara no Teishi, împărăteasă a Japoniei (n. 977)
- 7 octombrie: Æthelstan, episcop de Elmham (n. ?)
- 21 decembrie: Hugh, margraf al Toscanei (n. ?)
- Conrad, margraf al lui Ivrea (n. ?)
- David al III-lea din Tao (cel Mare), prinț georgian (n. ?)
- Đinh Phế Đế, primul împărat vietnamez (n. 974)
- Ermengarda de Vallespir, contesă spaniolă (n. ?)
- Izyaslav, prinț al Kievului din Polotsk (n. ?)
- Ja'far ibn al-Furat, Ikhshidid și vizir fatimid (n. 921)
- Jayapala, conducătorul indian al hindusului Shahi (n. ?)
- Jayavarman V, împăratul Imperiului Khmer (n. ?)
- Wang Yucheng, oficial și poet chinez (n. 954)
- Ziri ibn Atiyya, emir al Marocului (n. ?)